# Peridroma diarsia
Peridroma diarsia är en fjärilsart som beskrevs av Jacob Hübner 1921. Peridroma diarsia ingår i släktet Peridroma och familjen nattflyn. Inga underarter finns listade i Catalogue of Life.